# 粤北土话
粤北土话，舊稱韶州土话，当地人称之为虱乸话（粤语耶魯拼音：Sat Na Wa），分布在广东北部的乐昌、仁化、乳源、曲江、南雄、浈江、武江、连州、连南等县区，对于粤北土话的归属问题至今还没有一个定论，但与同为归属未定的湘南土话较为近似。有学者认为粤北土话是广西平话的扩展地区；也有学者认为：粤北土话是在宋代赣语的基础上，混合了客家话、粤语、官话等的混合性方言。
目前使用人數約50-100萬，而語言歸屬也不明。

## 方言
粤北土话也称平地瑶话，此处“瑶”应是个文化概念，因为只有50万使用者被归为瑶族。:55
李冬香和庄初升(2009)的研究涵盖了下列地点的韶关土话。
1. 曲江区大村
2. 武江区向阳
3. 浈江区石陂
4. 仁化县周田、石塘、桂头

张双庆(2004)研究了连州土话5种方言。
1. 星子方言：星子镇、清江镇、山塘镇、潭岭镇、大路边镇以及麻步镇和瑶安镇部分地区12万人
2. 保安方言：保安镇以及龙坪镇部分地区3万人
3. 连州方言 (当地称为ᴀt24 pi55声)：连州镇和附城镇4万人
4. 西岸方言 (当地称为蛮声)：西岸镇3万人
5. 丰阳方言 (当地称为蛮声)：丰阳镇以及朱岗镇、东陂镇和瑶安镇部分地区5万人

据《广东省志·方言志》（1986—2005）：
韶州土话是粤北各种土话的统称，包括星子话、丰阳话、西岸话、保安话、阿毕话、黄圃话、长来话、北乡话、昄塘话、蓝山话、莲塘话、连滩话、楼下话、煤田话、虱麻话、长江话等10多种，分布于清远、韶关两市的北部，包括连州、连南、乐昌、乳源、曲江、仁化等市县及韶关市武江区的部分乡镇，使用人数约有50万人。
- 连州：山塘、清江、大路边等乡镇及星子、潭岭、麻步、朝天、龙坪、瑶安、三水、丰阳、朱岗、东陂、西岸、保安、连州、附城等乡镇的部分村。
- 连南：三江镇的部分村。
- 乐昌：黄圃、庆云、白石等乡镇及坪石、罗家渡、北乡、云岩、老坪石、长来、河南、廊田、乐城等乡镇的部分村。
- 仁化：长江、扶溪、城口、闻韶等乡镇及仁化、丹霞、石塘、董塘等乡镇的部分村。
- 乳源：桂头镇的部分村。
- 曲江：梅村、重阳、龙归、白土等乡镇的部分村。
- 韶关：十里亭镇及河西、西联等乡镇的部分村。

## 粤北土话现状
目前粤北地区主要的语言已经变为粤语、客家话等广东省内其他语言以及普通話，粤北土话受到严重侵蚀，并已退居至一些村镇之中，形成一个个方言岛，是一种濒危漢語變體，很多操粤北土话的人对内用土话，但对外一般都用客家话或粤语与人交流，目前韶关市区的主流语言是粤语和普通话，乡村地区则通行客家话，除少数老人家能说过去韶关的“土话”以外，絕大部分的年青人都不会说了。

## 语音特点
粤北土话的语音特点大多和湘南土话大致相同，它们应属同一种方言。
儘管與粤北土话相鄰的勾漏粵語連山話、陽山話部分口音仍將中古全濁讀作濁音，或至少將全清、全濁、次清在音位上三分，中古全濁聲母在粵北土話中已經完全清化，但有多達五種清化方式分佈在粵北土話中。

## 外部連結
- Classification of Tuhua Dialects （页面存档备份，存于）

## 参看
- 平话
- 湘南土话